# Скрученно удлинённая пятискатная куполоротонда
Скру́ченно удлинённая пятиска́тная куполорото́нда — один из многогранников Джонсона (J47, по Залгаллеру — М6+А10+М9).
Составлена из 47 граней: 35 правильных треугольников, 5 квадратов и 7 правильных пятиугольников. Среди пятиугольных граней 1 окружена пятью квадратными, остальные 6 — пятью треугольными; каждая квадратная грань окружена пятиугольной и тремя треугольными; среди треугольных граней 5 окружены тремя пятиугольными, 5 — двумя пятиугольными и треугольной, 5 — пятиугольной и двумя треугольными, 5 — двумя квадратными и треугольной, 5 — квадратной и двумя треугольными, остальные 10 — тремя треугольными.
Имеет 80 рёбер одинаковой длины. 5 рёбер располагаются между пятиугольной и квадратной гранями, 30 рёбер — между пятиугольной и треугольной, 15 рёбер — между квадратной и треугольной, остальные 30 — между двумя треугольными.
У скрученно удлинённой пятискатной куполоротонды 35 вершин. В 10 вершинах сходятся две пятиугольных и две треугольных грани; в 5 вершинах — пятиугольная, две квадратных и треугольная; в 10 вершинах — пятиугольная и четыре треугольных; в остальных 10 — квадратная и четыре треугольных.
Скрученно удлинённую пятискатную куполоротонду можно получить из пятискатного купола (J5), пятискатной ротонды (J6) и правильной десятиугольной антипризмы, все рёбра у которой равны, — приложив десятиугольные грани купола и ротонды к основаниям антипризмы.
Это один из пяти хиральных многогранников Джонсона (наряду с J44, J45, J46 и J48), существующих в двух разных зеркально-симметричных (энантиоморфных) вариантах — «правом» и «левом». Кроме того, среди многогранников Джонсона это единственный с группой симметрии C5 и единственный, группа симметрии которого имеет нечётный порядок (5).

## Метрические характеристики
Если cкрученно удлинённая пятискатная куполоротонда имеет ребро длины {\displaystyle a}, её площадь поверхности и объём выражаются как
{\displaystyle S={\frac {1}{4}}\left(20+35{\sqrt {3}}+7{\sqrt {25+10{\sqrt {5}}}}\right)a^{2}\approx 32{,}1987864a^{2},}
{\displaystyle V={\frac {5}{12}}\left(11+5{\sqrt {5}}+2{\sqrt {2\left({\sqrt {650+290{\sqrt {5}}}}-{\sqrt {5}}-1\right)}}\;\right)a^{3}\approx 15{,}9910962a^{3}.}